# Hermenegildo Pereira
Hermenegildo Pereira conhecido por "Gildo" é um magistrado guineense, antigo Procurador Geral da Guiné Bissau.

## Biografia
Magistrado do Ministério Público ,licenciou-se em Direito pela Faculdade de Direito de Bissau e Mestrado pela Universidade de Lisboa. Foi Director-geral da Polícia Judiciária , atuou no Gabinete do Ministério Público na luta contra corrupção e delitos económicos.  Em 3 de Outubro de 2014 foi nomeado pelo Presidente da República José Mário Vaz, para o cargo de Procuradora-Geral da República. Tomou posse no Palácio da República, perante o Presidente da República, no dia 3 de Outubro de 2014.